# Antoine Claudet

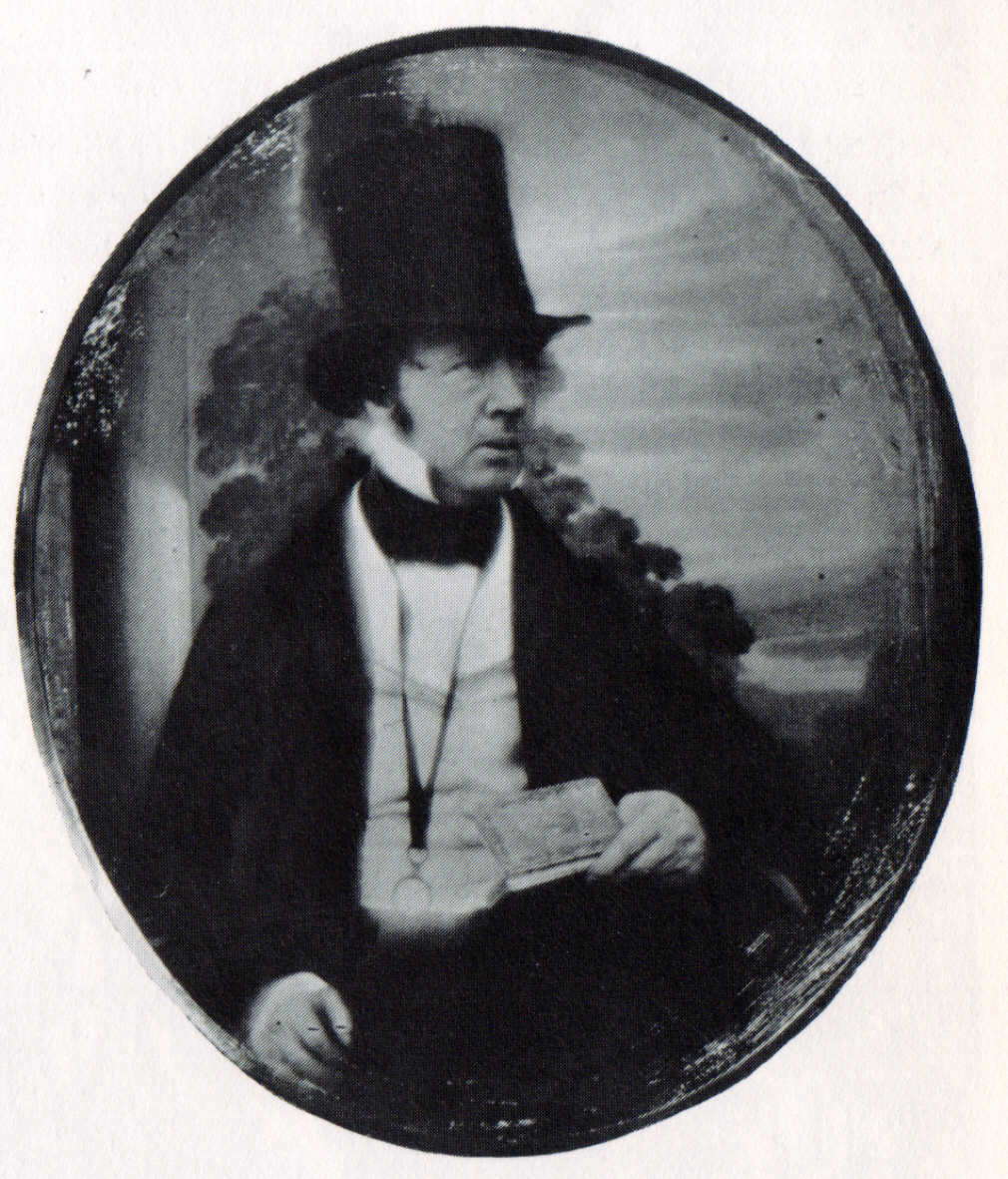
Antoine Claudet: W. H. F. Talbot

Antoine François Jean Claudet (12. srpna 1797 Lyon – 27. prosince 1867 Londýn) byl francouzský fotograf, umělec a vynálezce, který zhotovoval fotografie metodou daguerrotypie. Podílel se na technickém rozvoji fotografických technik. Narodil se v Lyonu a působil převážně ve Velké Británii; zemřel v Londýně. Byl studentem Louise Daguerra. Patřil vedle Camille Silvy, Oscara Gustava Rejlandera, Walstona Caseltona k nejschopnějším krajinářským a portrétním fotografům v období 19. a počátku 20. století.

## Život a dílo
| „ | Louis Daguerre si nechal 12. srpna 1839 registrovat patent daguerrotypie v Británii, aby tam svůj vlastní vynález ochránil (že vynález bude Free to the World - celosvětově volně k užití prohlásila Francie týden před tím!), což vývoj fotografie v této zemi značně zpomalilo. Velká Británie měla být jediným státem, ve kterém měl patent platit. V Anglii ji mohl volně používat pouze Daguerrův student – Antoine Claudet. | “ |

Antoine Claudet měl částečný podíl na vynálezu Louise Daguerra a byl jedním z prvních, kteří praktikovali daguerrotypii v umělecké portrétní fotografii v Anglii. Vylepšil citlivost procesu pomocí chloru (namísto bromu) a navíc kromě jódu získal větší rychlost chemické akce – tedy kratší expoziční čas. Také vynalezl červené (bezpečné) osvětlení fotografické temné komory, a byl to on, kdo přišel s nápadem využít sérii fotografií pro vytvoření iluze pohybu. Myšlenka použití malovaného pozadí je také přičítána jemu.
Od 1841 do 1851 provozoval fotografické studio na střeše Galerie Adelaide (Adelaide Gallery nyní Nuffield Centre), za kostelem Sv. Martina v Londýně. Otevřel ještě další studia na koloseu v Regent parku (1847–1851) a na Regent Street č.p. 107 (1851–1867).
V roce 1848 vyrobil fotografometr, přístroj určený k měření intenzity světelného záření, v roce 1849 vyrobil ohniskoměr (fokometr), pro zajištění dokonalého zaměření fotografických portrétů.
Byl zvolen čestným členem Royal Society v roce 1853, a v roce 1858 vyrobil stereomonoskop (přístroj se dvěma objektivy na promítání jednoduchého obrazu na stínítku z broušeného skla), jako reakci na výzvu skotského fyzika Sira Davida Brewstera. V roce 1851 přestěhoval své podnikatelské činnosti na Regent Street, kde založil „Chrám fotografie“ (Temple to Photography).
Claudet obdržel mnoho vyznamenání, mezi něž patří také jmenování dvorním fotografem královny Viktorie v roce 1853 a o deset let později uznání Napoleona III.
Je smutné, že méně než za měsíc po jeho smrti, byl jeho Chrám fotografie vypálen a většina jeho nejcennějších fotografických pokladů byla ztracena.

## Galerie

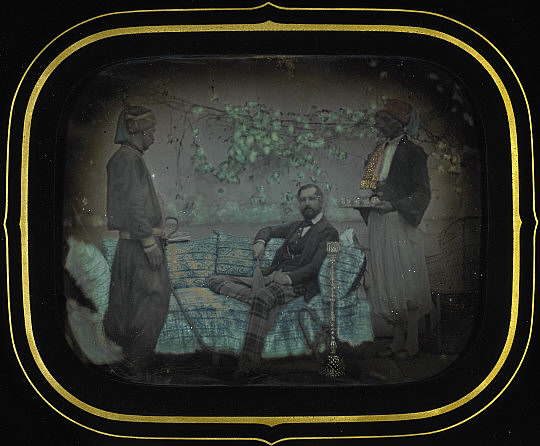
Charles Augustus Murray
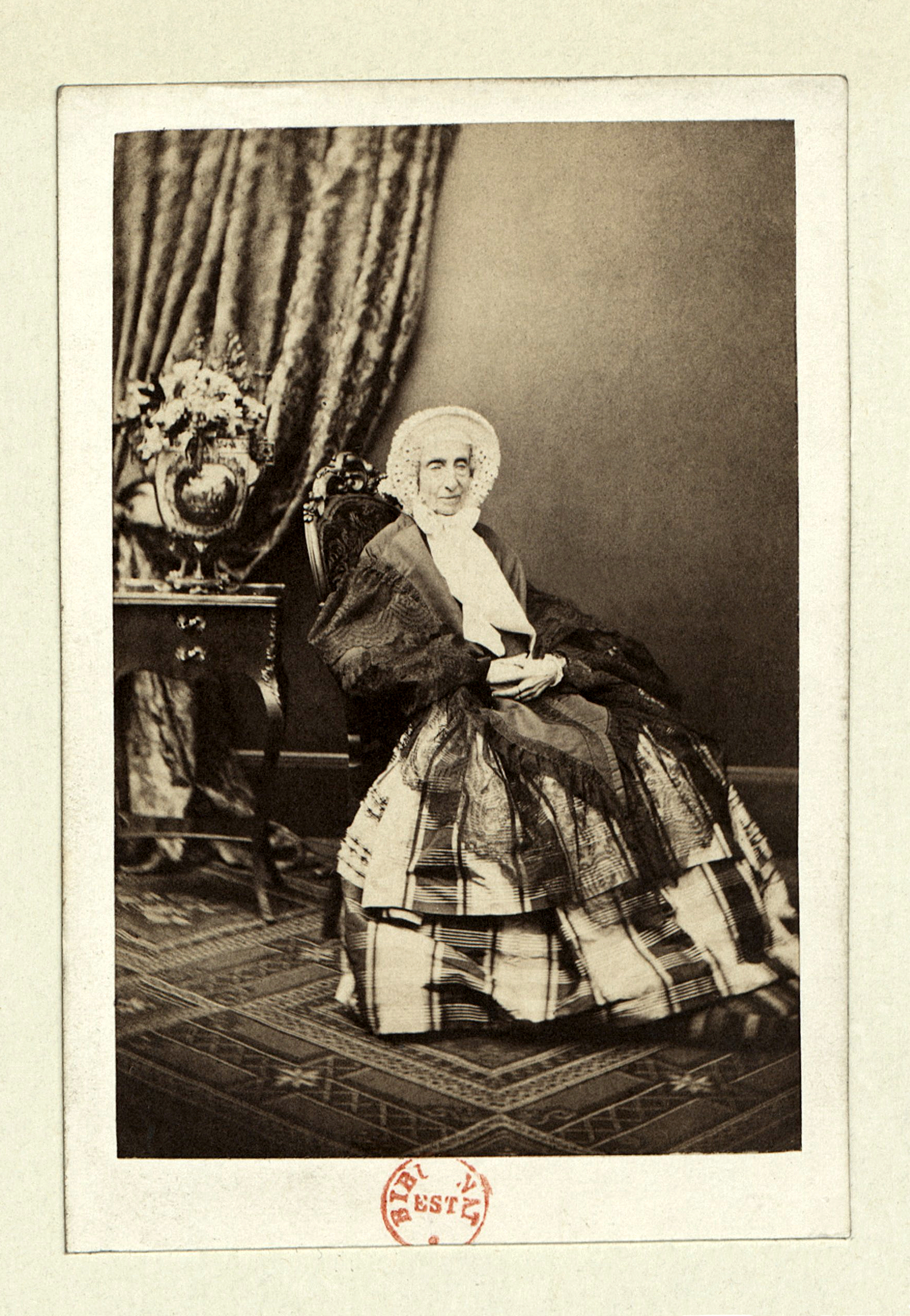
Maria Amelia di Borbone-Napoli (1782–1866)
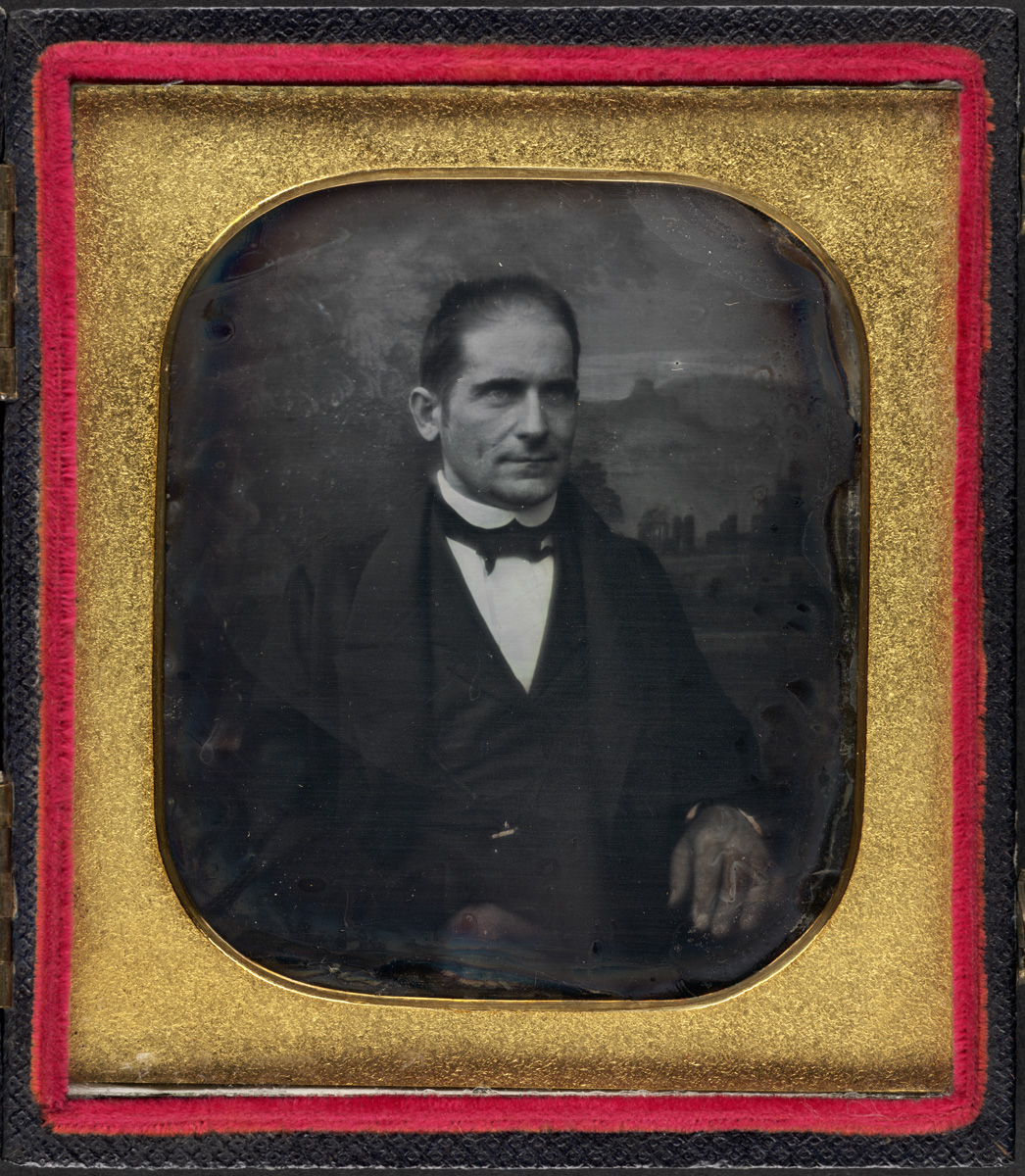
Henry Clarke Wright
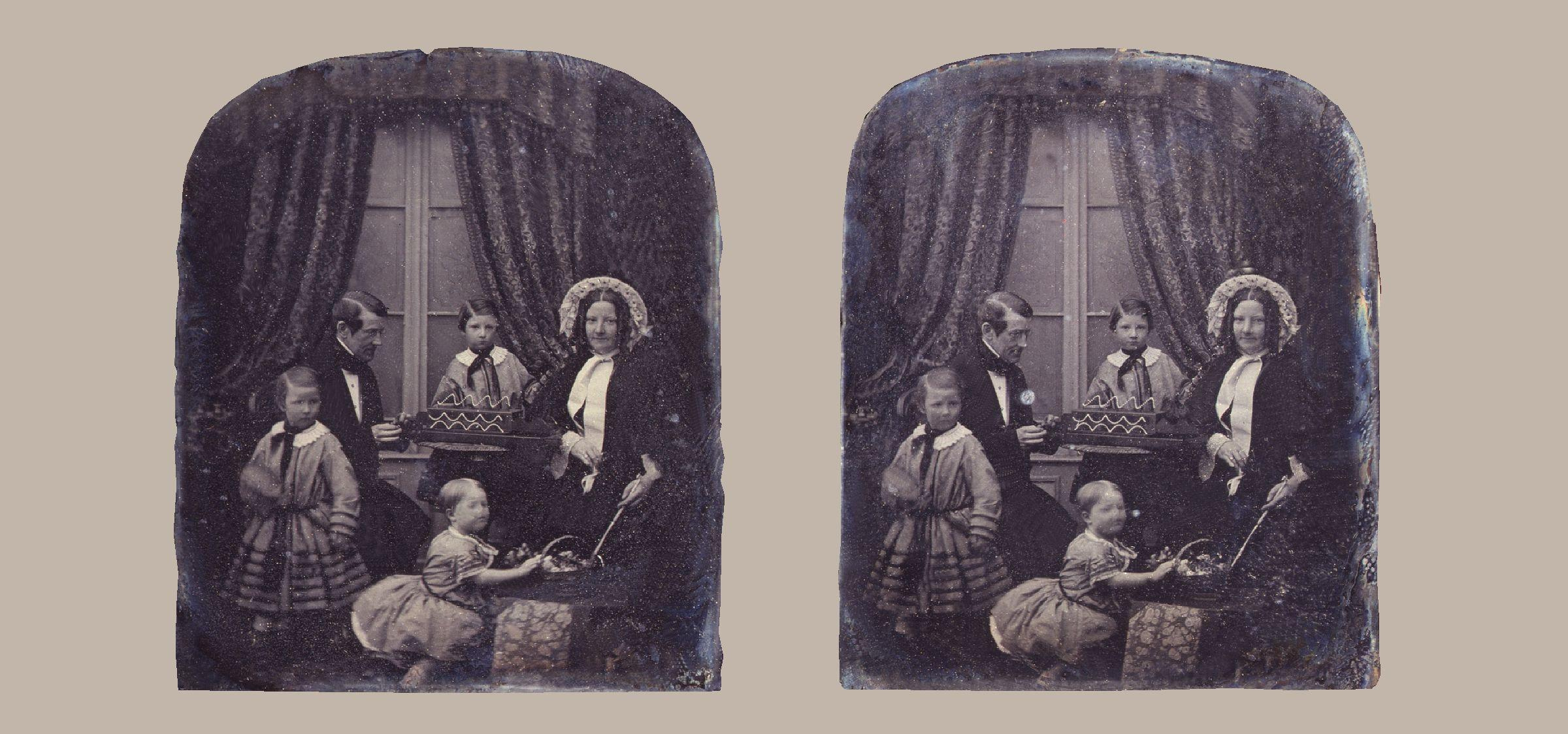
Sir Charles Wheatstone s rodinou
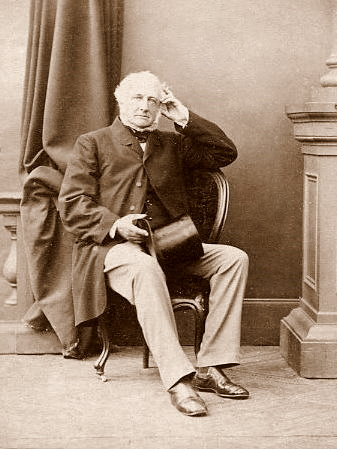
Carlo Marochetti